# Tổng thống Trung Hoa Dân Quốc
Tổng thống Trung Hoa Dân Quốc (tiếng Trung: 中華民國總統) là người đứng đầu Nhà nước của Trung Hoa Dân Quốc. Chức vụ tổng thống được thành lập vào năm 1948 thay thế chủ tịch Chính phủ Quốc dân. Về đối ngoại thì tổng thống thay mặt Trung Hoa Dân Quốc và có quyền ký điều ước, tuyên chiến và nghị hòa. Về đối nội thì tổng thống công bố luật, ban hành lệnh và quyết định ra lệnh thiết quân luật, đặc xá, đại xá, ân giảm và khôi phục quyền lợi. Tổng thống thống lĩnh Quốc quân Trung Hoa Dân Quốc. Tổng thống có quyền ban hành lệnh khẩn cấp thông qua nghị quyết của Hội đồng Hành chính viện. Trường hợp Lập pháp viện biểu quyết không tín nhiệm Hành chính viện thì tổng thống quyết định giải tán Lập pháp viện nếu Viện trưởng Hành chính viện yêu cầu. Ngoài ra, Tổng thống có Phủ Tổng thống làm cơ quan tham mưu và Hội đồng An ninh Quốc gia làm cơ quan cố vấn.
Khi mới được thành lập, tổng thống do Quốc dân Đại hội bầu ra, nhiệm kỳ 6 năm. Tổng thống đầu tiên là Tổng thống lĩnh Tưởng Giới Thạch. Tuy nhiên, chỉ một năm sau, chính quyền Trung Hoa Dân quốc của Trung Quốc Quốc dân Đảng đã mất quyền kiểm soát đại lục Trung Quốc vào tay Đảng Cộng sản Trung Quốc, chỉ còn kiểm soát được vùng lãnh thổ Đài Loan. Do đó, tổng thống Trung Hoa Dân Quốc còn được gọi thông dụng (dù không chính thức) là tổng thống Đài Loan (tiếng Trung: 臺灣總統).
Từ năm 1996, tổng thống do nhân dân của Vùng Tự do của Trung Hoa Dân Quốc bầu ra, với nhiệm kỳ 4 năm, được tái cử một lần. Đến nay đã có bảy cuộc bầu cử tổng thống trực tiếp, lần gần đây nhất là ngày 13 tháng 1 năm 2024. Tổng thống Trung Hoa Dân Quốc đương nhiệm là ông Lại Thanh Đức, nhậm chức vào ngày 20 tháng 5 năm 2024, đắc cử vào năm 2024.

## Lịch sử

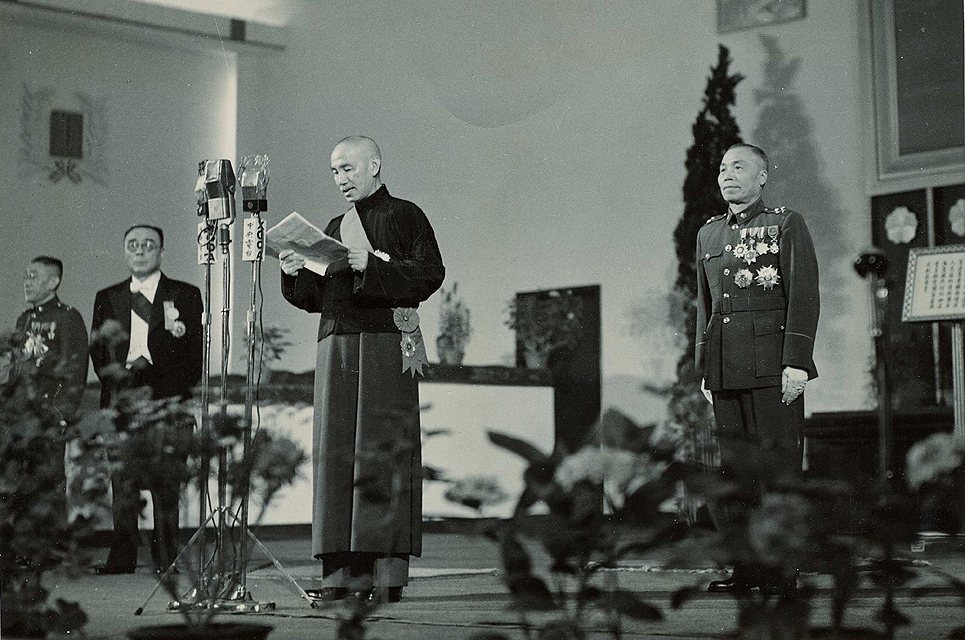
Tưởng Giới Thạch nhậm chức Tổng thống thứ nhất của Trung Hoa Dân Quốc ở Nam Kinh

Ngày 25 tháng 12 năm 1947, Hiến pháp Trung Hoa Dân Quốc chính thức có hiệu lực. Chính phủ Quốc dân trở thành chính phủ Trung Hoa Dân Quốc. Chức vụ tổng thống Trung Hoa Dân Quốc thay Chủ tịch Chính phủ Quốc dân làm người đứng đầu Nhà nước, chức vụ phó tổng thống được thành lập. Phủ Tổng thống được thành lập làm cơ quan giúp đỡ Tổng thống và Phó Tổng thống thực hiện các chức năng và quyền hạn của mình. Tháng 4 năm 1948, Quốc dân Đại hội lần đầu tiên bầu tổng thống và phó tổng thống. Tưởng Giới Thạch, Chủ tịch Chính phủ Quốc dân trúng cử tổng thống, Lý Tông Nhân trúng cử phó tổng thống. Ngày 20 tháng 5 năm 1948, Tưởng Giới Thạch nhậm chức Tổng thống đầu tiên của Trung Hoa Dân Quốc.:35
Tháng 4 năm 1948, Quốc dân Đại hội thông qua Điều khoản lâm thời thời kỳ động viên dẹp loạn, mở rộng quyền hạn của Tổng thống, có hiệu lực hai năm rưỡi. Tháng 12 năm 1949, do tình hình nội chiến ngày càng trở nên bất lợi, Hành chính viện quyết định dời chính quyền trung ương về Đài Bắc. Ngày 11 tháng 3 năm 1954, Quốc dân Đại hội nhất trí quyết nghị duy trì hiệu lực của Điều khoản lâm thời. Quốc dân Đại hội sửa đổi, bổ sung Điều khoản lâm thời bốn lần, bao gồm cho phép tổng thống tái cử hơn một lần, cho phép tổng thống thành lập cơ quan động viên dẹp loạn, v.v. Tháng 7 năm 1989, Quốc dân Đại hội quyết định sửa đổi, bổ sung Điều khoản lâm thời lần thứ năm. Do nội dung sửa đổi sẽ mở rộng quyền hạn của Quốc dân Đại hội hơn nữa, nên đã gây bất mãn trong Lập pháp viện và dư luận. Tháng 3 năm 1990, sinh viên Đại học Quốc gia Đài Loan và những trường khác phát động Phong trào Sinh viên Hoa huệ hoang dã, đưa ra các yêu sách như bãi bỏ Điều khoản lâm thời và triệu tập hội nghị toàn quốc.:35. 83 Tháng 5 năm 1990, Tổng thống Lý Đăng Huy tuyên bố trong cuộc họp báo nhậm chức rằng trong một năm ông sẽ triệu tập một hội nghị toàn quốc, bãi bỏ Điều khoản lâm thời và lập lại chế độ hiến pháp. Tháng 4 năm 1991, Quốc dân Đại hội bãi bỏ Điều khoản lâm thời. Tổng thống Lý Đăng Huy công bố nghị quyết vào ngày 1 tháng 5.
Ngoài bãi bỏ Điều khoản lâm thời, Tổng thống Lý Đăng Huy dẫn đầu việc xây dựng các Điều sửa đổi, bổ sung Hiến pháp Trung Hoa Dân Quốc theo nguyên tắc không thay đổi cấu trúc hiến pháp gốc, sửa đổi và hoãn thi hành một số quy định. Tổng cộng đã thực hiện sửa đổi, bổ sung hiến pháp bảy lần. Hiện tại Tổng thống và Phó Tổng thống ứng cử chung một liên danh, do nhân dân bầu trực tiếp, nhiệm kỳ 4 năm. Tổng thống có quyền ban bố lệnh khẩn cấp và bổ nhiệm Viện trưởng Hành chính viện không cần Lập pháp viện đồng ý. Trong cuộc bầu cử tổng thống năm 1996, liên danh Lý Đăng Huy và Liên Chiến trúng cử, đánh bại liên danh Bành Minh Mẫn và Tạ Trường Đình của Đảng Dân chủ Tiến bộ, liên danh không đảng phái của Lâm Dương Cảng và Hác Bách Thôn và liên danh không đảng phái của Trần Lý An và Vương Thanh Phong. Lý Đăng Huy trở thành tổng thống dân cử trực tiếp đầu tiên.
Trong cuộc bầu cử tổng thống năm 2000, liên danh Trần Thủy Biển và Lữ Tú Liên của Đảng Dân chủ Tiến bộ đánh bại liên danh Liên Chiến và Tiêu Vạn Trường của Quốc dân Đảng, liên danh Lý Ngao và Phùng Hỗ Tường của Tân đảng, liên danh không đảng phái của Tống Sở Du, cựu tỉnh trưởng tỉnh Đài Loan và Trương Chiêu Hùng và liên danh không đảng phái của Hứa Tín Lương và Chu Huệ Lương, chấm dứt thời kỳ cầm quyền lâu dài của Quốc Dân Đảng. Đây là lần đầu tiên chính đảng luân phiên nắm quyền kể từ khi Hiến pháp Trung Hoa Dân Quốc có hiệu lực. Liên danh Trần - Lữ của Đảng Dân chủ Tiến bộ sau đó tái cử, đánh bại liên danh kết hợp Liên Chiến - Tống Sở Du của Quốc dân Đảng và Thân dân Đảng năm 2004. Liên danh của Quốc dân Đảng trúng cử vào năm 2008 (Mã Anh Cửu - Tiêu Vạn Trưởng) và 2012 (Mã Anh Cửu - Ngô Đôn Nghĩa), liên danh của Đảng Dân chủ Tiến bộ trúng cử vào năm 2016 (Thái Anh Văn - Trần Kiến Nhân), 2020 (Thái Anh Văn - Lại Thanh Đức) và gần đây nhất là năm 2024 (Lại Thanh Đức - Tiêu Mỹ Cầm).

## Chức vụ

### Bầu cử
Tổng thống do tất cả người dân đủ 20 tuổi trở lên, không chịu giám hộ, hiện hoặc từng cư trú sáu tháng ở Vùng Tự do của Trung Hoa Dân Quốc bầu phổ thông, bình đẳng, kín. Người đã có hộ tịch trên 15 năm và đủ 40 trở lên được đăng ký làm ứng cử viên tổng thống. Tuy nhiên, trường hợp quốc tịch có được bằng cách trở lại hay nhập quốc tịch thì không được đăng ký. Khi đăng ký tranh cử, ứng cử viên tổng thống cần phải đăng ký liên danh với một ứng cử viên phó tổng thống và được một đảng tiến cử hay được một người đồng ký tên chung.
Bầu cử tổng thống do Ủy ban Bầu cử Trung ương tổ chức. Thời gian vận động bầu cử là 28 ngày. Ứng cử viên đắc nhiều phiếu nhất trúng cử. Nếu ngang phiếu thì sẽ tổ chức cuộc bầu cử lại trong 30 ngày kể từ ngày bầu cử. Trường hợp chỉ có một ứng cử viên thì đắc phiếu phải đạt trên 20% tổng số cử tri mới trúng cử, nếu không sẽ tổ chức cuộc bầu cử lại trong ba tháng kể từ ngày bầu cử.
Cuộc bầu cử tổng thống lần gần đây nhất được tổ chức vào ngày 13 tháng 1 năm 2024. Phó Tổng thống Lại Thanh Đức, ứng cử viên của Đảng Dân chủ Tiến bộ, trúng cử tổng thống.

### Nhậm chức

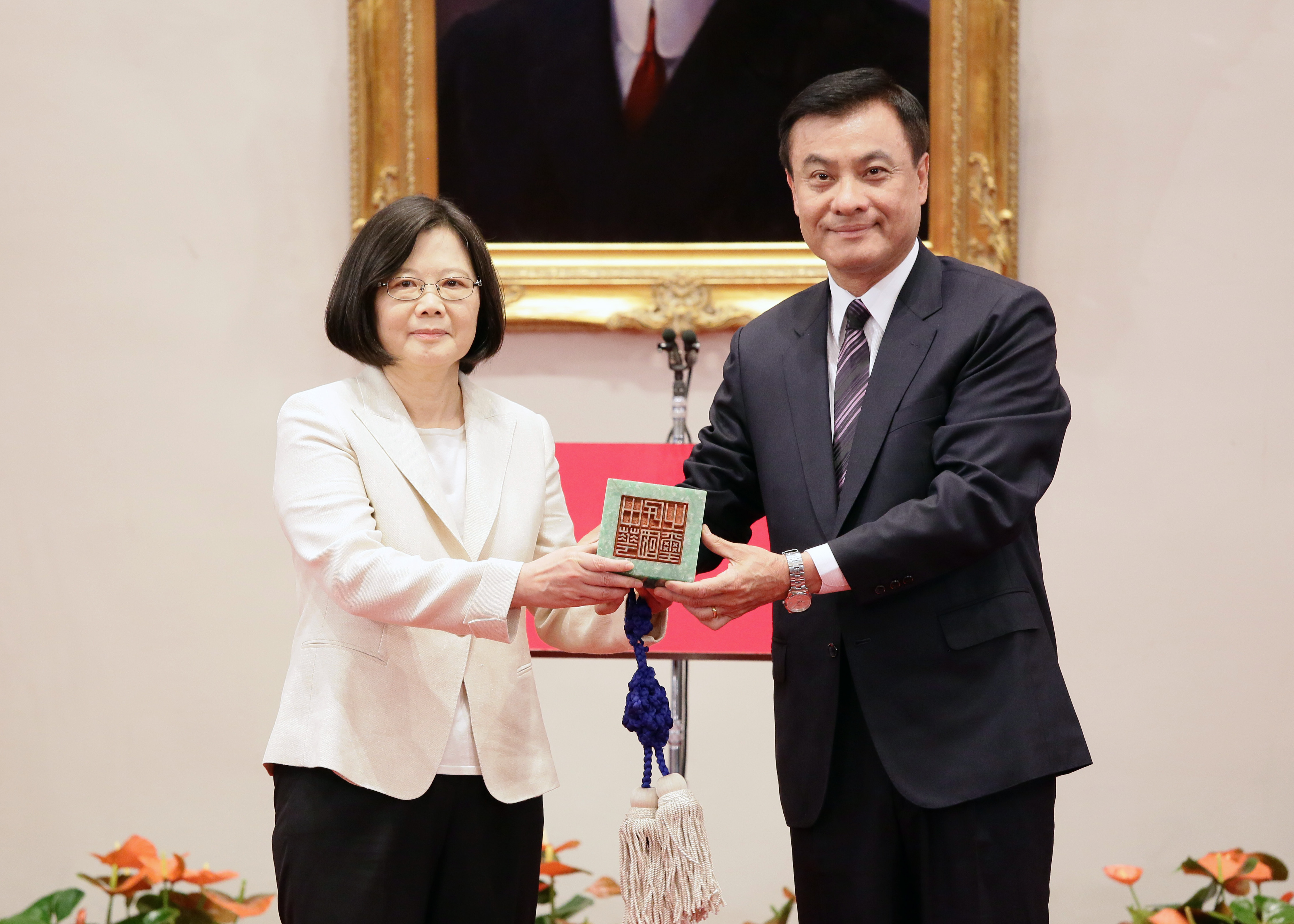
Bà Thái Anh Văn nhậm chức Tổng thống Trung Hoa Dân Quốc, nhận Quốc ấn Trung Hoa Dân Quốc từ Viện trưởng Lập pháp viện Tô Gia Toàn

Tổng thống Trung Hoa Dân Quốc tuyên thệ nhậm chức như sau:
Tôi xin chân thành tuyên thệ trước nhân dân toàn quốc, tôi sẽ tuân thủ hiến pháp, tận trung chức vụ, tăng tiến phúc lợi nhân dân, bảo vệ quốc gia, không phụ sự phó thác của quốc dân. Nếu trái lời thề, tôi nguyện chịu sự trừng phạt nghiêm khắc của quốc gia. Xin thề.

Sau đó, Viện trưởng Lập pháp viện trao Quốc ấn cho Tổng thống, tượng trưng quyền lực nhà nước và sự truyền thừa chính quyền.
Lễ nhậm chức Tổng thống Trung Hoa Dân Quốc lần gần đây nhất cử hành vào ngày 20 tháng 5 năm 2020.

### Bãi nhiệm và cách chức
Tổng thống có thể bị bãi nhiệm và cách chức.
Bãi nhiệm Tổng thống phải được ít nhất một phần tư tổng số Ủy viên lập pháp yêu cầu và được ít nhất hai phần ba tổng số Ủy viên lập pháp biểu quyết tán thành. Trong 10 ngày sau khi tuyên bố nghị quyết bãi nhiệm, Lập pháp viện sẽ chuyển nghị quyết bãi nhiệm, tờ trình lý do bãi nhiệm và đơn bào chữa của người bị bãi nhiệm tới Ủy ban Bầu cử Trung ương. Ủy ban Bầu cử Trung ương sẽ đưa ra thông báo trong 20 ngày kể từ ngày nhận tờ trình lý do bãi nhiệm và đơn bào chữa và tiến hành một cuộc trưng cầu ý dân trong 60 ngày. Tư cách cử tri bãi nhiệm giống tư cách cử tri bầu cử. Nếu quá nửa số phiếu hợp lệ tán thành bãi nhiệm thì nghị quyết bãi nhiệm được thông qua. Tổng thống bị bãi nhiệm sau khi Ủy ban Bầu cử Trung ương công bố kết quả trưng cầu ý dân và không được đăng ký làm ứng cử viên tổng thống trong 4 năm sau đó. Nghị quyết bãi nhiệm tổng thống lần gần đây nhất là ngày 14 tháng 5 năm 2012. Nghị quyết không được một ủy ban Lập pháp viện thông qua.
Cách chức Tổng thống phải được ít nhất quá nửa tổng số Ủy viên lập pháp yêu cầu và được ít nhất hai phần ba tổng số Ủy viên lập pháp biểu quyết tán thành. Tòa án Hiến pháp gồm các thẩm phán Tư pháp viện quyết định việc cách chức. Nếu Tòa án Hiến pháp biểu quyết tán thành thì tổng thống bị cách chức ngay. Xưa nay, chưa có tổng thống nào bị cách chức.

### Quyền tổng thống và kế nhiệm
Khi tổng thống không thể làm việc vì một lý do nào đó thì phó tổng thống giữ quyền tổng thống. Khi tổng thống và Phó Tổng thống đều không thể làm việc thì Viện trưởng Hành chính viện giữ quyền Tổng thống. Trong trường hợp khuyết Tổng thống do qua đời, bị bãi nhiệm hay bị cách chức thì Phó Tổng thống kế nhiệm làm Tổng thống cho đến khi hết nhiệm kỳ của Tổng thống. Trong trường hợp khuyết cả Tổng thống lẫn Phó Tổng thống thì Viện trưởng Hành chính viện giữ quyền Tổng thống và tổ chức cuộc bầu cử bổ khuyết tổng thống trong ba tháng. Nếu chưa bầu ra tổng thống tiếp theo khi tổng thống tiền nhiệm hết nhiệm kỳ hay nếu cả tổng thống lẫn phó tổng thống đều chưa nhậm chức sau cuộc bầu cử thì Viện trưởng Hành chính viện cũng giữ quyền Tổng thống.

## Quyền hạn và cơ quan phụ thuộc

### Quyền hạn
Tổng thống là người đứng đầu Nhà nước của Trung Hoa Dân Quốc, thay mặt Trung Hoa Dân Quốc về đối nội và đối ngoại. Tổng thống thống lĩnh Quốc quân Trung Hoa Dân Quốc, thực hiện quyền ký điều ước, tuyên chiến và nghị hòa.
Tổng thống công bố luật do Lập pháp viện thông qua và ban hành lệnh. Tổng thống có quyền ban bố lệnh khẩn cấp theo nghị quyết của Hội đồng Hành chính viện, nhưng phải trình Lập pháp viện phê chuẩn trong 10 ngày sau khi ban bố. Lệnh khẩn cấp duy nhất do Tổng thống Lý Đăng Huy ban bố tháng 9 năm 1999 do trận động đất Tập Tập.
Trong trường hợp xảy ra chiến tranh hay nổi loạn thì Tổng thống có quyền ra lệnh thiết quân luật, nhưng phải được Lập pháp viện thông qua hoặc phê chuẩn. Khi Lập pháp viện xét thấy cần thiết thì có thể yêu cầu Tổng thống dỡ bỏ lệnh thiết quân luật. Tưởng Giới Thạch và Lý Tông Nhân ra lệnh thiết quân luật lần thứ hai vào tháng 12 năm 1948 và tháng 7 năm 1949 do cuộc nội chiến thứ hai giữa Quốc dân đảng và Đảng Cộng sản.
Tổng thống thực hiện quyền đại xá, ân xá, giảm án và khôi phục quyền lợi. Kể từ khi ban hành Hiến pháp, Tổng thống tổng cộng thực hiện quyền ân xá bốn lần, giảm án tám lần đối với những đối tượng đặc biệt và giảm án năm lần đối với những đối tượng bình thường.
Tổng thống quyết định bổ nhiệm, miễn nhiệm các quan chức dân sự và quân sự. Viện trưởng Hành chính viện do Tổng thống bổ nhiệm. Phó Viện trưởng Hành chính viện, người đứng đầu các bộ, ủy ban và uỷ viên chính vụ do Viện trưởng Hành chính viện bổ nhiệm theo yêu cầu của Tổng thống. Viện trưởng và Phó Viện trưởng Tư pháp viện, thẩm phán Tư pháp viện, Viện trưởng và Phó Viện trưởng Khảo thí viện, Uỷ viên Khảo thí, Viện trưởng và Phó Viện trưởng Giám sát viện, Uỷ viên Giám sát do Tổng thống đề cử, Lập pháp viện đồng ý bổ nhiệm. Những công chức khác do Bộ Thuyên tự thuộc Khảo thí viện phê duyệt rồi Tổng thống ký quyết định bổ nhiệm. Người được xét duyệt thay đổi quân hàm thiếu tướng, trung tướng, người được xét duyệt truy thăng hay truy tặng quân hàm do cơ quan chủ quản trình Tổng thống bổ nhiệm, miễn nhiệm, v.v.
Tổng thống quyết định tặng thưởng huân chương, biển ngạch và biểu dương.
Tổng thống có "quyền hòa giải giữa các viện", tức là khi xảy ra tranh chấp giữa Hành chính viện, Lập pháp viện, Tư pháp viện, Khảo thí viện và Giám sát viện thì Tổng thống có thể triệu tập viện trưởng các viện để bàn bạc giải quyết. Tổng thống cho phép Hành chính viện xin Lập pháp viện xem xét lại dự án luật được Lập pháp viện thông qua trong 10 ngày sau khi dự án luật được chuyển tới Hành chính viện. Ngoài ra, Tổng thống có quyền giải tán Lập pháp viện sau khi hỏi ý kiến của Viện trưởng Lập pháp viện nếu Lập pháp viện biểu quyết không tín nhiệm đối với Viện trưởng Hành chính viện.

### Cơ quan phụ thuộc

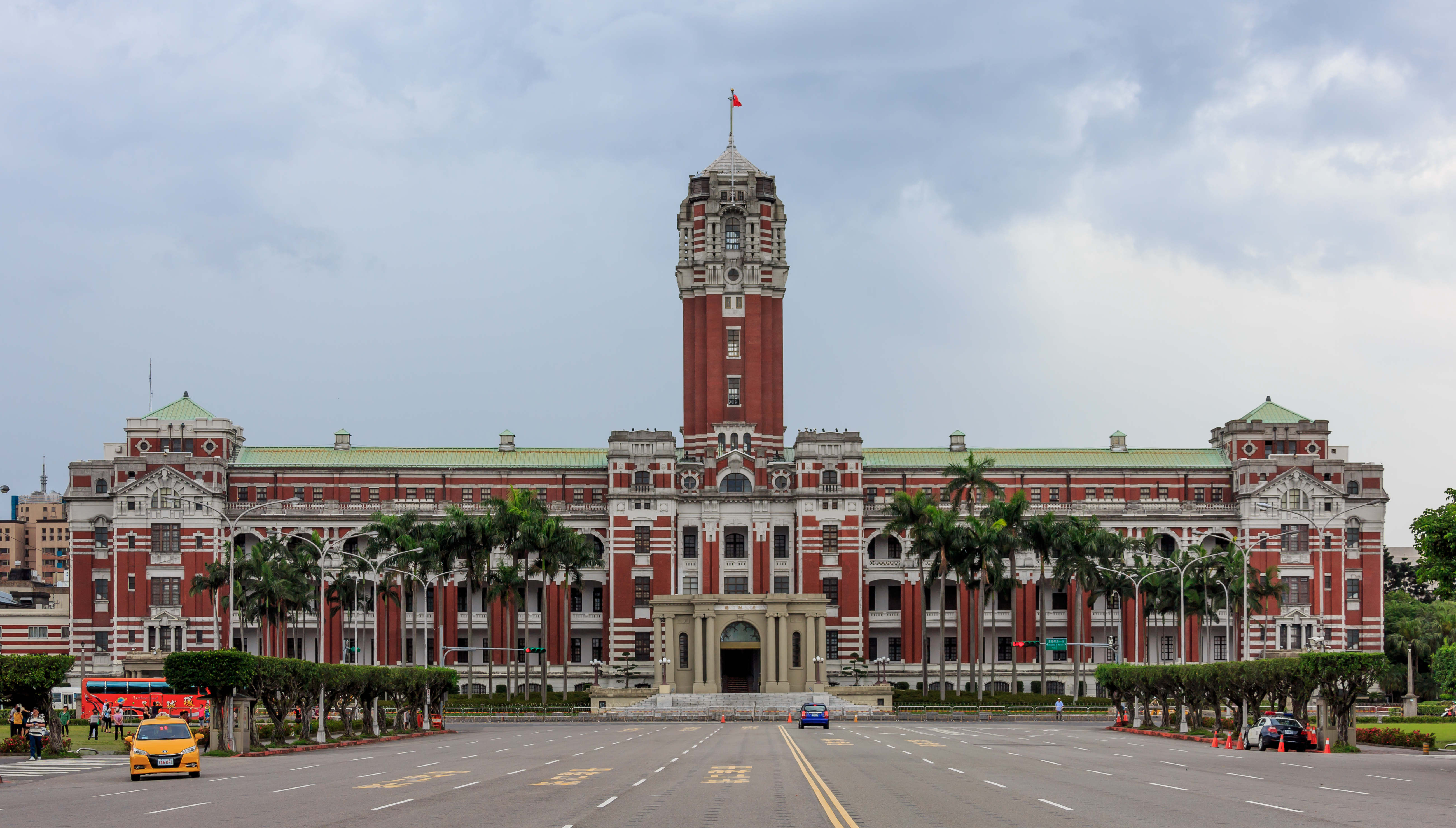
Dinh Tổng thống

Phủ Tổng thống là cơ quan tham mưu của tổng thống, đặt ở quận Trung Chính, Đài Bắc. Bí thư trưởng Phủ Tổng thống tuân theo lệnh của Tổng thống, điều hành công việc nội bộ, chỉ đạo, giám sát nhân viên của Phủ Tổng thống. Phủ Tổng thống có các chức vụ như tư chính, cố vấn chính sách quốc gia và cố vấn chiến lược do Tổng thống bổ nhiệm, bày tỏ ý kiến cho Tổng thống về các kế hoạch, chiến lược quốc gia và các vấn đề liên quan đến quốc phòng. Hiện nay, Phủ Tổng thống có 3 cục và 3 phòng. Viện nghiên cứu Trung ương, Bảo tàng Lịch sử Quốc gia và Ủy ban Quản lý Nghĩa trang Tôn Dật Tiên là các cơ quan trực thuộc Phủ Tổng thống.
Hội đồng An ninh Quốc gia là cơ quan tư vấn cho tổng thống quyết định các chủ trương, chính sách lớn liên quan đến an ninh quốc gia như quốc phòng, đối ngoại, quan hệ với Trung Quốc và những biến lớn của quốc gia. Tổng thống là Chủ tịch Hội đồng An ninh Quốc gia. Bí thư trưởng Hội đồng An ninh Quốc gia tuân theo lệnh của Tổng thống, xử lý các công việc của Hội đồng theo nghị quyết của Hội đồng, chỉ đạo và giám sát các nhân viên của Hội đồng. Ngoài ra, có ủy ban cố vấn đặc biệt do Tổng thống bổ nhiệm. Hiện tại, Hội đồng An ninh Quốc gia có một ban thư ký. Cục An ninh Quốc gia là một cơ quan trực thuộc của Hội đồng An ninh Quốc gia.

## Chế độ đãi ngộ
Tổng thống có quyền miễn trừ hình sự, trừ tội gây nội loạn hay ngoại xâm. Trừ khi bị bãi nhiệm hay cách chức thì tổng thống không bị truy cứu trách nhiệm hình sự.
Tổng thống được hưởng mức lương 490.460 Tân Đài tệ mỗi tháng. Ngoài ra, còn có các khoản phụ cấp do Hành chính viện quyết định. Sau khi mãn nhiệm, tổng thống sẽ được hưởng khoản tiền lương hưu 250.000 Tân Đài tệ mỗi tháng. Tổng thống được hưởng phí sự vụ 8 triệu Tân Đài tệ mỗi năm trong năm đầu tiên sau khi rời nhiệm sở. Phí sự vụ sẽ giảm 1 triệu Đài tệ mỗi năm xuống còn 5 triệu Tân Đài tệ mỗi năm sau bốn năm. Nhà nước sẽ cung cấp các dịch vụ chăm sóc sức khỏe cho tổng thống rời nhiệm sở. Cục An ninh Quốc gia sẽ cấp 8 đến 12 vệ sĩ. Thời gian được hưởng chế độ đãi ngộ rời nhiệm sở bằng nhiệm kỳ của tổng thống đó.
Tổng thống phải đeo Huân chương Thải Ngọc, huân chương danh dự cao quý nhất của nhà nước trong suốt nhiệm kỳ.
Dinh Tổng thống hiện nằm ở quận Trung Chính, Đài Bắc, là nơi đặt Phủ Tổng thống. Bởi vì biệt danh an ninh của bà Thái Anh Văn, Tổng thống hiện tại là "Vĩnh Hòa", cho nên Dinh Tổng thống còn được gọi là "Ngụ sở Vĩnh Hòa".

## Danh sách các tổng thống Trung Hoa Dân Quốc
| Số           | Họ tên                  | Hình                                      | Đảng tịch            | Tại nhiệm                                       | Tham khảo                                                     |
| ------------ | ----------------------- | ----------------------------------------- | -------------------- | ----------------------------------------------- | ------------------------------------------------------------- |
| 1            | Tưởng Giới Thạch 蔣介石 |                                           | Quốc dân Đảng        | 20 tháng 5 năm 1948 – 21 tháng 1 năm 1949       | :37                                                           |
| (Quyền）     | Lý Tông Nhân 李宗仁     |                                           | Quốc dân Đảng        | 21 tháng 1 năm 1949 – 1 tháng 3 năm 1950        | [ 6 ] [ 71 ] [ 72 ] [ 73 ] [ 74 ] [ 75 ] [ 76 ] [ 77 ] [ 78 ] |
| (Phục chức） | Tưởng Giới Thạch 蔣介石 |                                           | Quốc dân Đảng        | 1 tháng 3 năm 1950 – 20 tháng 5 năm 1954        | [ 6 ] [ 67 ] [ 79 ] [ 80 ]                                    |
| 2            | Tưởng Giới Thạch 蔣介石 | 20 tháng 5 năm 1954 – 20 tháng 5 năm 1960 | Quốc dân Đảng        | [ 6 ] [ 67 ] [ 81 ] [ 82 ] [ 83 ] [ 84 ] [ 85 ] |                                                               |
| 3            | Tưởng Giới Thạch 蔣介石 | 20 tháng 5 năm 1960 – 20 tháng 5 năm 1966 | Quốc dân Đảng        | [ 6 ] [ 67 ] [ 86 ] [ 87 ] [ 88 ] [ 89 ]        |                                                               |
| 4            | Tưởng Giới Thạch 蔣介石 | 20 tháng 5 năm 1966 – 20 tháng 5 năm 1972 | Quốc dân Đảng        | [ 6 ] [ 67 ] [ 90 ] [ 91 ] [ 92 ]               |                                                               |
| 5            | Tưởng Giới Thạch 蔣介石 | 20 tháng 5 năm 1972 – 5 tháng 4 năm 1975  | Quốc dân Đảng        | [ 6 ] [ 93 ] [ 94 ] [ 95 ]                      |                                                               |
| (Kế nhiệm）  | Nghiêm Gia Cam 嚴家淦   |                                           | Quốc dân Đảng        | 6 tháng 4 năm 1975 – 20 tháng 5 năm 1978        | [ 67 ] [ 96 ] [ 97 ]                                          |
| 6            | Tưởng Kinh Quốc 蔣經國  |                                           | Quốc dân Đảng        | 20 tháng 5 năm 1978 – 20 tháng 5 năm 1984       | [ 67 ] [ 98 ] [ 99 ]                                          |
| 7            | Tưởng Kinh Quốc 蔣經國  | 20 tháng 5 năm 1984 – 13 tháng 1 năm 1988 | Quốc dân Đảng        | [ 98 ] [ 100 ] [ 101 ] [ 102 ]                  |                                                               |
| (Kế nhiệm）  | Lý Đăng Huy 李登輝      |                                           | Quốc dân Đảng        | 13 tháng 1 năm 1988 – 20 tháng 5 năm 1990       | [ 32 ] [ 103 ] [ 104 ] [ 105 ]                                |
| 8            | Lý Đăng Huy 李登輝      | 20 tháng 5 năm 1990 – 20 tháng 5 năm 1996 | Quốc dân Đảng        | [ 32 ] [ 33 ] [ 34 ]                            |                                                               |
| 9            | Lý Đăng Huy 李登輝      | 20 tháng 5 năm 1996 – 20 tháng 5 năm 2000 | Quốc dân Đảng        | [ 32 ] [ 36 ] [ 37 ]                            |                                                               |
| 10           | Trần Thủy Biển 陳水扁   |                                           | Đảng Dân chủ Tiến bộ | 20 tháng 5 năm 2000 – 20 tháng 5 năm 2004       | [ 35 ] [ 106 ]                                                |
| 11           | Trần Thủy Biển 陳水扁   | 20 tháng 5 năm 2004 – 20 tháng 5 năm 2008 | Đảng Dân chủ Tiến bộ | [ 35 ] [ 38 ]                                   |                                                               |
| 12           | Mã Anh Cửu 馬英九       |                                           | Quốc dân Đảng        | 20 tháng 5 năm 2008 – 20 tháng 5 năm 2012       | [ 107 ] [ 108 ]                                               |
| 13           | Mã Anh Cửu 馬英九       | 20 tháng 5 năm 2012 – 20 tháng 5 năm 2016 | Quốc dân Đảng        | [ 39 ] [ 107 ] [ 109 ] [ 110 ] [ 111 ] [ 112 ]  |                                                               |
| 14           | Thái Anh Văn 蔡英文     |                                           | Đảng Dân chủ Tiến bộ | 20 tháng 5 năm 2016 – 20 tháng 5 năm 2020       | [ 113 ] [ 114 ] [ 115 ] [ 116 ]                               |
| 15           | Thái Anh Văn 蔡英文     | 20 tháng 5 năm 2020 – 20 tháng 5 năm 2024 | Đảng Dân chủ Tiến bộ |                                                 | [ 113 ] [ 114 ] [ 115 ] [ 116 ]                               |
| 16           | Lại Thanh Đức 賴清德    |                                           | Đảng Dân chủ Tiến bộ | 20 tháng 5 năm 2024 – đương nhiệm               |                                                               |